# تشوم خر معارك (الريف الغربي)
تشوم خر معارك (بالفارسية: چموم خرمعارک) هي منطقة سكنية تقع في إيران في قسم الريف الغربي الريفي.